# آکاسیای پنینرویس
آکاسیا پنینرویس (نام علمی: Acacia penninervis) نام یک گونه از سرده آکاسیا است.